# شهادة اختبار الأجهزة
شهادة اختبار الأجهزة (بالإنجليزية: Hardware certification)‏، هي العَمَلية التي يَتم مِن خِلالها اختبار أجهزة الكُمبيوتر للتأكدِ مِن تَوافقها مَع حِزم برامج معينة،  وتَعمل على النحوِ المَقصود في المواقفِ الحَرجة. مع انخفاض أسعار الأجهزة على الإطلاق،  يَشهد سُوق أجهزة  وأنظمة الشَبكات نوعًا مِن التغيير الذي يُمكن وصفه بشكلٍ فضفاض بأنه «تعميم».  لم تَعد الشَركات الكبيرة مِثل «سيسكو» و«نوفل» و«صان مايكروسيستمز» وما إلى ذلك تَصنع جَمِيع الأجهزة المَطلوبة في السوقِ، وبدلًا مِن ذلك فإنها تَقوم «بترخيصِ» أو «اعتماد» مشغلات الأجهزة الصغيرة التي تعمل مِن بلدان مثل تايوان أو الصين.

## عملية إصدار الشهادات

### شهادة البائع
للحصولِ على الشهادةِ، يَجب أن تتوافق الأجهزة أو البرامج مع مجموعة من البروتوكولاتِ ومَعايير الجودة التي يتم وضعُها بواسطةِ مُنشئ التقنية الأصلي. عادة تتم عملية التصديق مِن قِبل «شريك الشهادة».  يتم اختيار الشُركاء المُعتمدين مِن قِبل المُنشئين الأصليين لهذه التِقنية ويتم مَنح هؤلاء الشركاء سُلطة القيام بعمليةِ الاختبارِ وإصدار الشِهادات.  بعد العُثور على منتجٍ متوافقٍ، يتم تسميته باسم xxx مؤهل حيث xxx هو اسم مُنشئ التقنية الأصلي. يَستخدم البائعون «علامة» على المُنتجات للإعلان عن حَقيقة التَوافق مع التُكنولوجيا المَذكورة.
وتضمن عملية إصدار الشهادات أن تكون المُنتجات المَصنوعة مِن قِبل جِهات التَصنيع المُختلفة مُوحدة وأن تَكون مُتوافقة مَع بَعضِها البعض كما هو مُوضح في النظامِ الأساسي للأجهزةِ أو البرامج.

### شهادة طرف ثالث
يتم تنفيذ شهادة طرف ثالث مِن قِبل هيئة مُستقلة. للحصولِ على شهادةِ طرف ثالث، يَجب أن تُؤكد الأجهزة أو البرامج على مَجموعة مِن مَعايير الجَودة التي تُحددها الجِهة الخَارجية.